# جهان زیرین: بیداری
دنیای مردگان: بیداری (به انگلیسی: Underworld: Awakening) عنوان چهارمین قسمت از مجموعه فیلم‌های ترسناک و اکشن جهان زیرین می‌باشد که در سال ۲۰۱۲ میلادی اکران عمومی شد. کیت بکینسیل همانند سه قسمت قبل در نقش اصلی (سیلین) ظاهر شده است.

## خلاصه داستان
زمانی که انسان‌ها به وجود خون‌آشام‌ها و لیکان‌ها پی می‌برند، نبردی را برای از بین بردن آنان آغاز می‌کنند. «سلن» جنگجوی خون‌آشام، هم نوعانش را در جنگ علیه انسان‌ها رهبری می‌کند…